# 寬型前握把
寬型前握把是一種可以提供類似垂直前握把功能的前握把類槍械附件。

## 概述
這類別的前握把是垂直前握把的縮短型版本，它在人體工學與武器掌控性之間取得折衷，主要目的是為了在槍口向前移動時保持射手的手。

## 資料來源
1. ↑  . Jane's Information Group. July 2000: 61–62  [2014-06-21]. （原始内容存档于2014-07-05）.